# Gabriel von Rosenschanz
Johann Gabriel von Rosenschanz auch Peter Gabriel von Rosenschantz (* März 1737 in Mecklenburg; † 15. November 1807 in Türpitz) war ein preußischer Generalmajor.

## Leben

### Herkunft
Gabriel entstammte der 1752 in den schwedischen Adelsstand gehobenen Familie von Rosenschantz. Seine Eltern waren der schwedische Kapitän und Kommandant von Wismar Peter Gabriel von Rosenschantz (1696–1753) und Louisa Dorothea von Wopersnow. Der dänische Generalmajor Joachim Ulrich von Wopersnow (1715–1782) war ein Bruder seiner Mutter und somit sein Onkel.

### Militärkarriere
Rosenschanz ging 1750 zunächst in dänische Dienste und kam zum 1. Jütländischen nationalen Kavallerie-Regiment. Er wurde Kornett (Offizier), nahm aber am 13. April 1757 seinen Abschied. Wenige Tage später am 26. April 1757 ging er in preußische Dienste und wurde im Husarenregiment „von Seydlitz“ angestellt. Während des Siebenjährigen Krieges kämpfte Rosenschanz in den Schlachten bei Prag, Kolin, Roßbach, Leuthen sowie der Belagerung von Prag. Im Gefecht bei Maxen geriet er schwer verwundet in Gefangenschaft. Aus dieser wurde Rosenschanz erst nach dem Krieg 1763 entlassen.
Nach seiner Entlassung wurde er am 20. Juni 1763 als Premierleutnant in das Kürassierregiment „von Seydlitz“ versetzt. Am 21. Juli 1774 wurde er Stabsrittmeister und nahm als solcher 1778/79 am Bayrischen Erbfolgekrieg teil. Nach dem Krieg wurde er am 6. Oktober 1779 Rittmeister und Kompaniechef. Am 6. Juli 1788 wurde er zum Major befördert und am 8. Januar 1793 zum Eskadronchef ernannt. Rosenschanz kämpfte dann 1794/95 im Feldzug in Polen. Im Gefecht bei Kasimierez nahm er neun Offiziere und 49 Unteroffiziere und Gemeine gefangen und erbeutete 61 Pferde. Dafür erhielt er am 28. Juli 1794 den Orden Pour le Mérite. Am 22. Oktober 1797 wurde er dann Kommandeur des Regiments. Kurz danach am 23. Mai 1798 wurde er Oberstleutnant und am 23. Mai 1799 Oberst. Am 3. Oktober 1805 erhielt er seine Demission mit dem Charakter als Generalmajor mit einer Pension von 800 Talern. Er starb am 15. November 1807 in Türpitz.

### Familie
Rosenschanz heiratete Karoline von Hirsch. Das Paar hatte mehrere Kinder:
- Johanna Sophie Dorothea (* 13. Juni 1783; † 23. Dezember 1785)
- Bertha Gabriele (* 6. April 1785) ⚭ Wilhelm von Dresky
- Karl Friedrich Daniel (* 6. April 1785; † 21. Mai 1789)
- Wilhelmine Dorothea Leopoldine (* 1. Januar 1788; † 14. März 1788)
- Henriette Friederike Amalie (* 28. März 1789; † 22. April 1790)
- Luise Friederike (* 5. Mai 1790; † 6. Juni 1790)
- Wilhelm Ludwig Leopold (* 13. Juni 1793; † 24. Februar 1818[2]), Herr auf Türpitz, Leutnant der Schwarzen Schar[3]
- Albertine Karoline Gabriele (* 24. September 1794)
- Otto Ulrich Andreas (* 30. November 1799; † 19. April 1800)